# Ferdinand Coenraets
Pour les articles homonymes, voir Coenraets.
Ferdinand Coenraets, né à Ixelles le 28 octobre 1860 et mort à Woluwe-Saint-Pierre le 3 décembre 1939, est un peintre, aquarelliste, dessinateur et affichiste belge.

## Biographie

### Famille
Ferdinand (Ferdinand Louis Joseph) Coenraets, né rue d'Italie no 10 à Ixelles le 28 octobre 1860, est le fils de Jean Baptiste Coenraets (1827-1883), négociant et conseiller communal à Ixelles de 1864 à 1872, et de Marie Henriette Ladevèze (1825-1899). Son frère Charles Coenraets (1852-1908) est artiste peintre. Le 17 avril 1894, Ferdinand Coenraets épouse à Bruxelles Hélène Moerman (1867-1940). Le couple a douze enfants, dont deux meurent au berceau.

### Formation
Initié par sa mère à l'art du dessin, Ferdinand Coenraets peint déjà des aquarelles à la fin de son adolescence. Après des études techniques, il obtient un diplôme de géomètre. Il devient ensuite étudiant à l'Académie royale des beaux-arts de Bruxelles. Dès 1880, il visite la Belgique et les sites qui l'inspirent : la Mer du Nord, la Flandre, les environs de Bruxelles, et l'Ardenne. Il vend ses premières œuvres.

### Carrière
Membre du Cercle artistique et littéraire de Bruxelles depuis 1883, Ferdinand Coenraets y expose régulièrement à partir de 1885. De 1881 à 1903, il participe à plus de quinze salons triennaux belges. 
Il expose ses œuvres à la Royal Academy of Arts de Londres (médaille en 1888), à Cologne, Genève et deux aquarelles à l'Exposition universelle de 1889 à Paris (Près d'Anvers et À Auderghem). Lors de l'Exposition universelle de 1893 de Chicago, il présente deux aquarelles intitulées Étang près de Bruxelles et Quai à Anvers. 
Peu après la naissance de son premier fils en 1895, il quitte Ixelles et s'installe rue de Louvain no 52, puis, en 1898 avenue Michel-Ange no 40 à Bruxelles, et enfin, en 1908 à Woluwe-Saint-Pierre. Très affecté par la mort de son frère Charles en 1908, il cesse pratiquement de peindre et se consacre à ses affaires et l'éducation de ses dix enfants. Ferdinand Coenraets meurt, à l'âge de 79 ans, chez lui, à Woluwe-Saint-Pierre, le 3 décembre 1939. Il est inhumé au cimetière d'Ixelles.

## Œuvre

### Caractéristiques

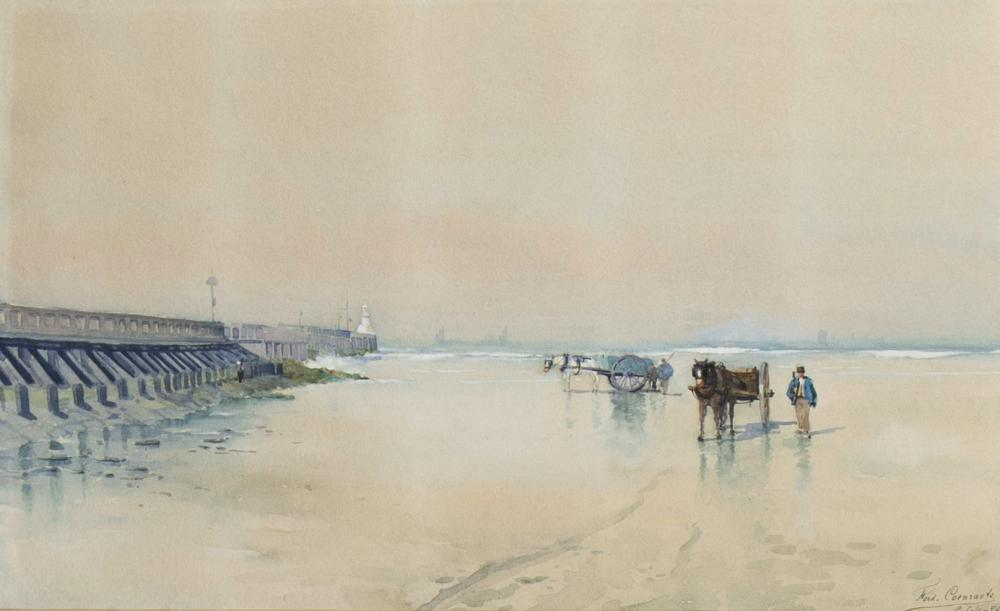
Calèches au bord de mer à Calais (1884).

Son champ pictural, de facture classique évoluant vers l'impressionnisme, comprend les paysages et les marines. Ses lieux de prédilection sont les sites brabançons, les étangs de La Hulpe et les abords de la Forêt de Soignes. Il a la capacité de fixer les ciels mouvementés belges, la mélancolie des sombres jours d'hiver et les crépuscules pluvieux. Il travaille souvent en Hollande, de même que sur les bords de l'Escaut aux environs de Tamise. Sa technique de l'aquarelle est pure et ne comporte aucune intervention de la gouache. Il est également connu comme le créateur d'affiches de style art nouveau, comme celle promouvant les magasins Delhaize.

### Expositions triennales belges
Les œuvres exposées, hormis mention contraire, sont des aquarelles.
- Salon de Bruxelles de 1881 : L'Abbaye de Villers et L'Entrepôt de Bruxelles[6].
- Salon d'Anvers de 1882 : Quai à Bruxelles et Autour d'Ostende (peinture)[7].
- Salon de Gand de 1883 (XXXIIe) : Quai à Bruxelles et La Senne près de Vilvorde[8].
- Exposition universelle de 1885 à Anvers : Bassin du commerce à Bruxelles et un cadre contenant trois vues de Namur[9].
- Salon de Gand de 1886 (XXXIIIe) : Vues de Bruxelles : Marché Sainte-Catherine, Entrepôt, et Rue Ravenstein et Vue de Luxembourg[10].
- Salon de Bruxelles de 1887 : Une rue à Arlon, Paysage des environs de Châtillon au Luxembourg[11].
- Salon d'Anvers de 1888 : Huy, Paysage à Woluwe, Paysage à Namur et Verger[12].
- Salon de Gand (XXXIVe) de 1889 : Barques sur l'Escaut et À Woluwe[13].
- Salon d'Anvers de 1891 : Boulevard à Bruxelles, effet de pluie et La Meuse, soir[14].
- Salon de Gand (XXXVe) de 1892 : Étang à La Hulpe, Près de Dordrecht, La Semois, Ferme et Woluwe[15].
- Salon triennal de Namur de 1892 : des aquarelles.
- Salon de Bruxelles de 1893 : Après la pluie, Quai à Ostende[16].
- Exposition universelle de 1894 à Anvers : En automne[17].
- Salon de Gand (XXXVIe) de 1895 : Marée haute à Dordrecht et Dordrecht, matin[18].
- Salon de Bruxelles de 1897 : Escaut, soir[19].
- Salon de Bruxelles de 1900 : Temps gris à Bruges[20].
- Salon de Bruxelles de 1903 : Quai à Dordrecht et Le Matin[21].

### Galerie

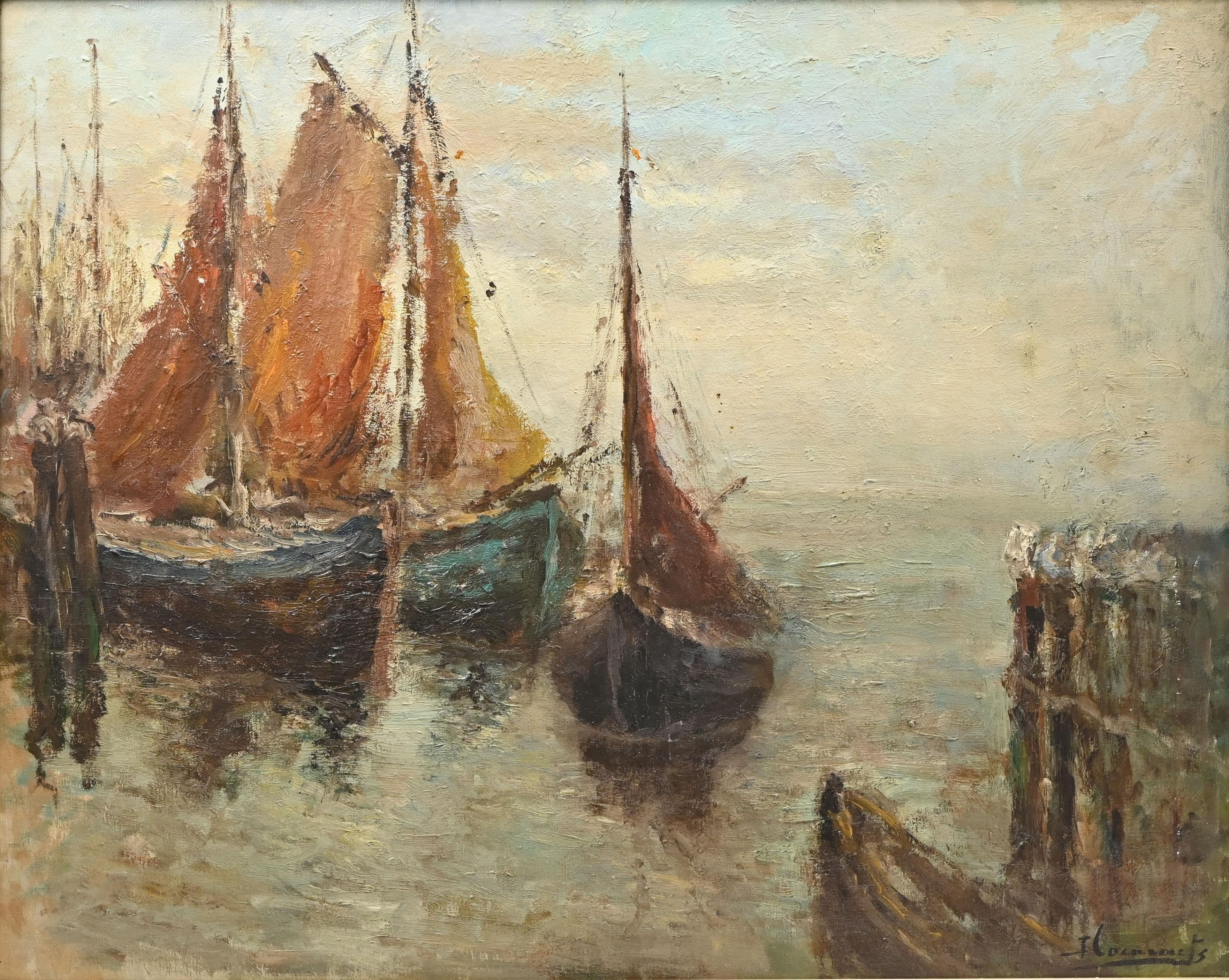
Marine.
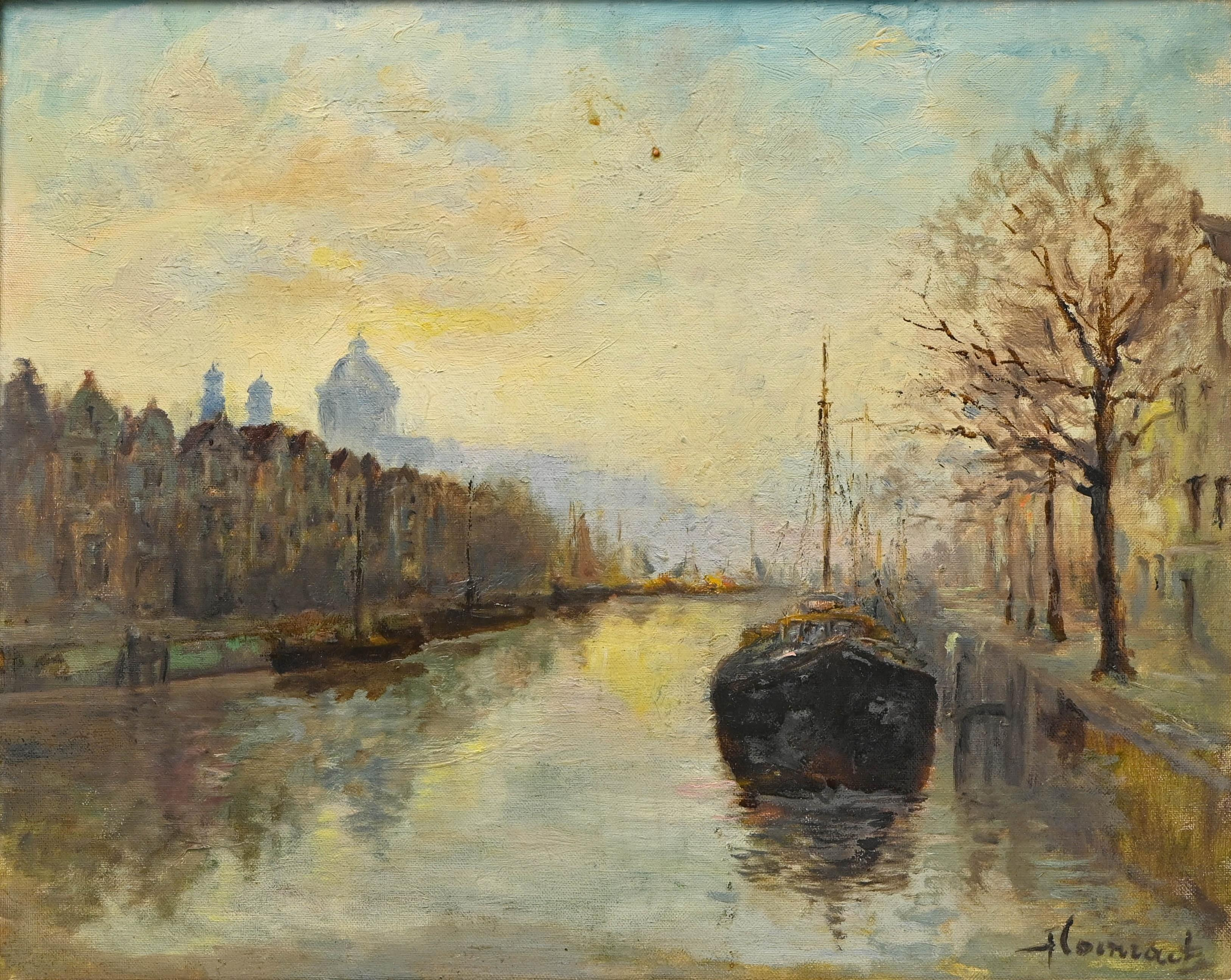
Vue d'un canal à Amsterdam.
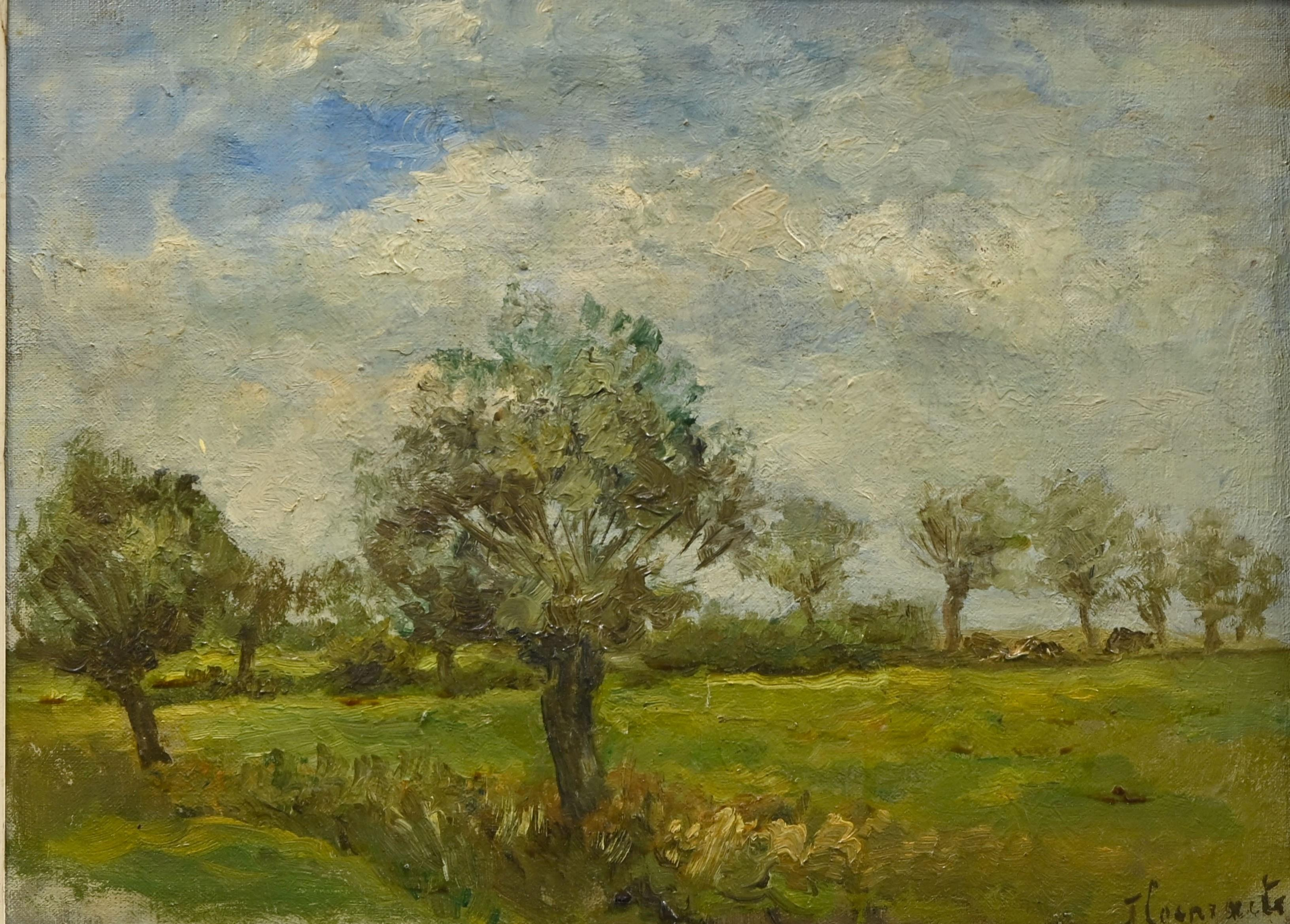
Paysage.
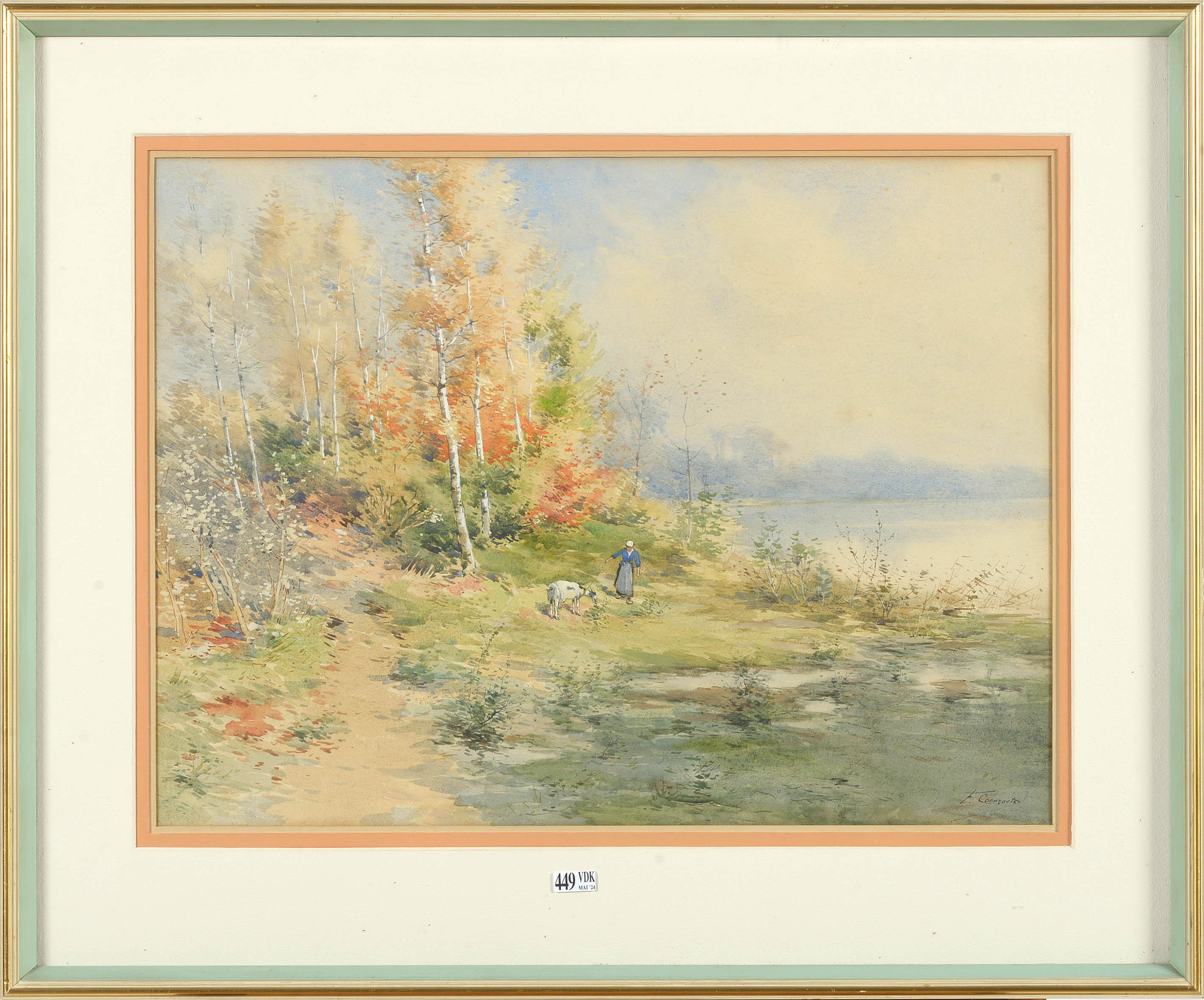
Paysage lacustre.